# Irene Bedard
Irene Bedard (Anchorage, Alaska, 22 de julio de 1967) es una actriz de Estados Unidos conocida por sus interpretaciones en películas sobre nativos de Norteamérica.

## Filmografía
- 12 dólares (1993)
- El último gran guerrero (1994)
- Pocahontas (1995)
- La canción de Hiawata (1997)
- Señales de humo (1998)
- Pocahontas II (1998)
- Starship Troopers: Las Crónicas de Los Rudos  (1999)
- La hija perdida (2000)
- Navajo blues (2003)
- El nuevo mundo (2005)
- Songs My Brothers Taught Me (2015)
- How to Blow Up a Pipeline (2023)

- Datos: Q958996
- Multimedia: Irene Bedard / Q958996